# Los Angeles Rams 1972
La stagione 1972 dei Los Angeles Rams è stata la 35ª della franchigia nella National Football League e la 27ª a Los Angeles Questa fu l'ultima volta che i Rams avrebbero mancato l'accesso ai playoff sino al 1981: dalla stagione successiva avrebbero vinto la NFC West per sette anni consecutivi.
Il 13 luglio 1972, Robert Irsay acquistò i Los Angeles Rams e trasferì la proprietà a Carroll Rosenbloom, in cambio della proprietà dei Baltimore Colts.

## Roster
| Roster dei Los Angeles Rams nel 1972 |
| --- |
| Quarterback - 18 Roman Gabriel - 11 Pete Beathard Running Back - 45 Jim Bertelsen - 33 Willie Ellison - 34 Les Josephson - 38 Larry Smith - 35 Bob Thomas Wide Receiver - 29 Harold Jackson - 84 Jack Snow - 13 Lance Rentzel - 82 Joe Sweet Tight End - 80 Bob Klein - 88 Pat Curran Offensive Linemen - 73 Charlie Cowan T - 71 Joe Scibelli T - 68 Mike LaHood G - 65 Tom Mack G - 50 Ken Iman C Defensive Linemen - 79 Coy Bacon DE - 74 Merlin Olsen DT - 72 Phil Olsen DT - 85 Jack Youngblood DE Linebacker - 36 Ken Geddes - 86 Marlin McKeever - 53 Jim Purnell - 58 Isiah Robertson - 64 Jack Reynolds Defensive Back - 39 Kermit Alexander - 44 Al Clark - 42 Dave Elmendorf - 19 Jim Nettles - 28 Gene Howard - 24 Clancy Williams Special Team - 10 Dave Chapple P - 27 David Ray K |
| Legenda - I rookie sono in corsivo. - Il primo ruolo è il principale mentre gli eventuali successivi indicano i ruoli secondari. - (IR) sta per Injured Reserve ed indica la lista ristretta per un solo giocatore infortunato che può tornare ad allenarsi dopo la settimana 6 e a rientrare in prima squadra dopo che questa ha giocato 8 partite. - (NF-Inj.) / (NF-Ill.) stanno rispettivamente per Non-Football Injured e Non-Football Illness ed indicano le liste dove viene inserito un giocatore che ha un infortunio o una malattia non dipendente dal football americano. - (PUP) sta per Physically Unable to Perform ed indica la lista dove viene inserito un giocatore mentre è in attesa di recuperare la condizione fisica. Nella stagione regolare dopo la sesta partita giocata dalla propria squadra, il giocatore ha tempo tre settimane per riprendere ad allenarsi, più tre settimane aggiuntive dal suo rientro agli allenamenti per rientrare in prima squadra. |

## Calendario
| Stagione regolare |                        |           |
| Turno             | Avversario             | Risultato |
| 1                 | New Orleans Saints     | V 34–14   |
| 2                 | at Chicago Bears       | P 13–13   |
| 3                 | at Atlanta Falcons     | S 31–3    |
| 4                 | San Francisco 49ers    | V 31–7    |
| 5                 | at Philadelphia Eagles | V 34–3    |
| 6                 | Cincinnati Bengals     | V 15–12   |
| 7                 | at Oakland Raiders     | S 45–17   |
| 8                 | Atlanta Falcons        | V 20–7    |
| 9                 | Denver Broncos         | S 16–10   |
| 10                | Minnesota Vikings      | S 45–41   |
| 11                | at New Orleans Saints  | S 19–16   |
| 12                | at San Francisco 49ers | V 26–16   |
| 13                | at St. Louis Cardinals | S 24–14   |
| 14                | Detroit Lions          | S 34–17   |

## Classifiche
| NFC West            |   |    |   |      |       |       |     |     |     |
|                     | V | S  | P | %    | DIV   | CONF  | PF  | PS  | STR |
| San Francisco 49ers | 8 | 5  | 1 | .607 | 3–2–1 | 6–4–1 | 353 | 249 | V2  |
| Atlanta Falcons     | 7 | 7  | 0 | .500 | 3–3   | 5–5   | 269 | 274 | S2  |
| Los Angeles Rams    | 6 | 7  | 1 | .464 | 4–2   | 5–5–1 | 291 | 286 | S2  |
| New Orleans Saints  | 2 | 11 | 1 | .179 | 1–4–1 | 2–8–1 | 215 | 361 | S3  |